# Wyoming Highway 30
Der Wyoming Highway 30 (kurz: WYO 30) ist eine 41,88 km lange State Route im US-Bundesstaat Wyoming, die von Emblem bis Basin im Big Horn County verläuft. Die Straße ist auch als Otto Road bekannt.

## Streckenverlauf
Der Wyoming Highway 30 startet am U.S. Highway 14/16/20 westlich des Ortes Emblem im Big Horn County. Er verläuft zunächst nach Süden, durchquert den Ort Burlington und wendet sich an der Kreuzung mit der Lower Greybull Road nach Osten ab. Nach Erreichen der Siedlung Otto überquert der WYO 30 den Greybull River und verläuft weiter nach Osten, bis er nach der Abzweigung zum Wyoming Highway 36 die Kreuzung mit US14/US16/WYO789 in Basin erreicht. Der Highway 30 bindet einige Ranches und kleine Siedlungen südwestlich von Greybull an das Straßennetz an und bietet eine Alternative zum U.S. Highway 16/20 zwischen Emblem und Basin. Die gesamte Route verläuft im Big Horn County.

## Belege
1. 1 2  AARoads: Wyoming State Route Log: 1 through 99. Abgerufen am 19. September 2021 (amerikanisches Englisch).